# Vanessa Raj
Vanessa Raj (* 6. Januar 1996 in Penang) ist eine malaysische Squashspielerin. 

## Karriere
Vanessa Raj begann ihre professionelle Karriere in der Saison 2012 auf der PSA World Tour. Ihre höchste Platzierung in der Weltrangliste erreichte sie mit Position 56 im August 2016. In der Saison 2014 feierte sie ihre ersten großen Erfolge. Sie stand in der im März 2014 ausgetragenen Weltmeisterschaft von 2013 dank einer Wildcard im Hauptfeld, wo sie in der ersten Runde ausschied. Im Juni gewann sie mit der malaysischen Nationalmannschaft die Asienmeisterschaft und außerdem bei den Juniorinnen den Einzeltitel. Bei den Commonwealth Games im August stand sie ebenfalls im malaysischen Kader und trat mit Delia Arnold in der Doppelkonkurrenz an, in der sie die Finalrunde verpasste. Im November erreichte sie das Endspiel bei den Landesmeisterschaften, das sie gegen Delia Arnold in drei Sätzen verlor. 
Ihr bislang letztes Profiturnier bestritt sie im Juni 2016. Anschließend begann sie ein Studium am Trinity College in den Vereinigten Staaten. Sie ist dort im College Squash aktiv.

## Erfolge
- Asienmeister mit der Mannschaft: 2014
- Asienspiele: 1 × Gold (2014)
- Malaysischer Vizemeister: 2014